# 1324 Knysna
1324 Knysna è un asteroide della fascia principale. Scoperto nel 1934, presenta un'orbita caratterizzata da un semiasse maggiore pari a 2,1849836 UA e da un'eccentricità di 0,1637209, inclinata di 4,51673° rispetto all'eclittica.
Prende il nome dalla città Knysna in Sudafrica.